# شاندا صاحب

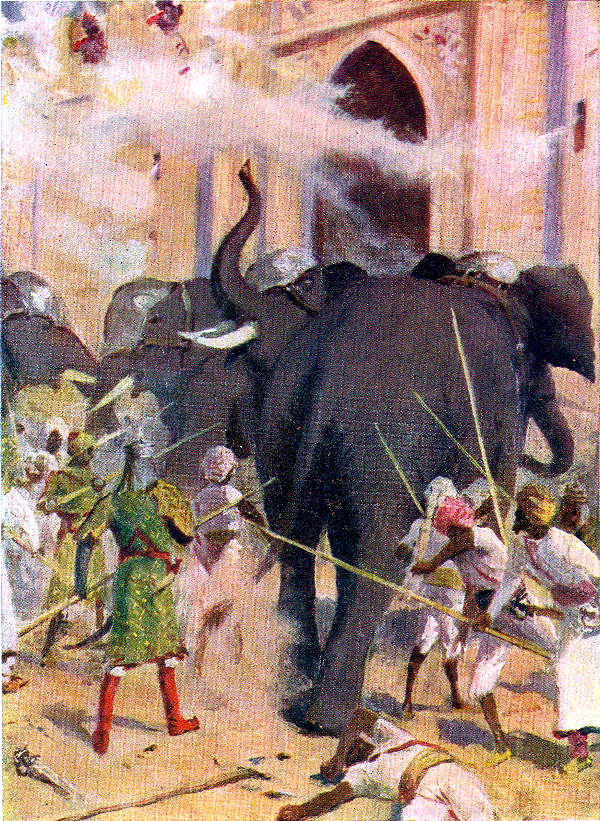
كان حصار أركوت معركة كبرى دارت بين روبرت كلايف والقوات المشتركة لسلطنة كارناتيك ، تشاندا صاحب، بمساعدة عدد صغير من القوات من شركة الهند الشرقية الفرنسية.

شاندا صاحب (توفي في 12 يونيو 1752) أحد رعايا سلطنة كارناتيك بين عامي 1749 و1752. كان صهر نواب كارناتيك دوست علي خان، الذي كان ديوانًا له. كان حليفًا للفرنسيين، وكان في البداية يحظى بدعم جوزيف فرانسوا دوبليكس أثناء الحروب الكارناتية. قام بضم مادوراي ناياكس وأعلن نوابًا، مما أدى إلى دخول تانجور وتينيفيلي إلى نطاق سلطنة مغول الهند.
لقد ضعفت قوته بسبب الهجمات الماراثية المستمرة وهزمه حليف للبريطانيين هو محمد علي خان والجا. بعد هزيمة قواته على يد روبرت كلايف وإمبراطورية المراثا، حاول تعويض خسائره ولكن قُطع رأسه أثناء تمرد جيش تانجور.

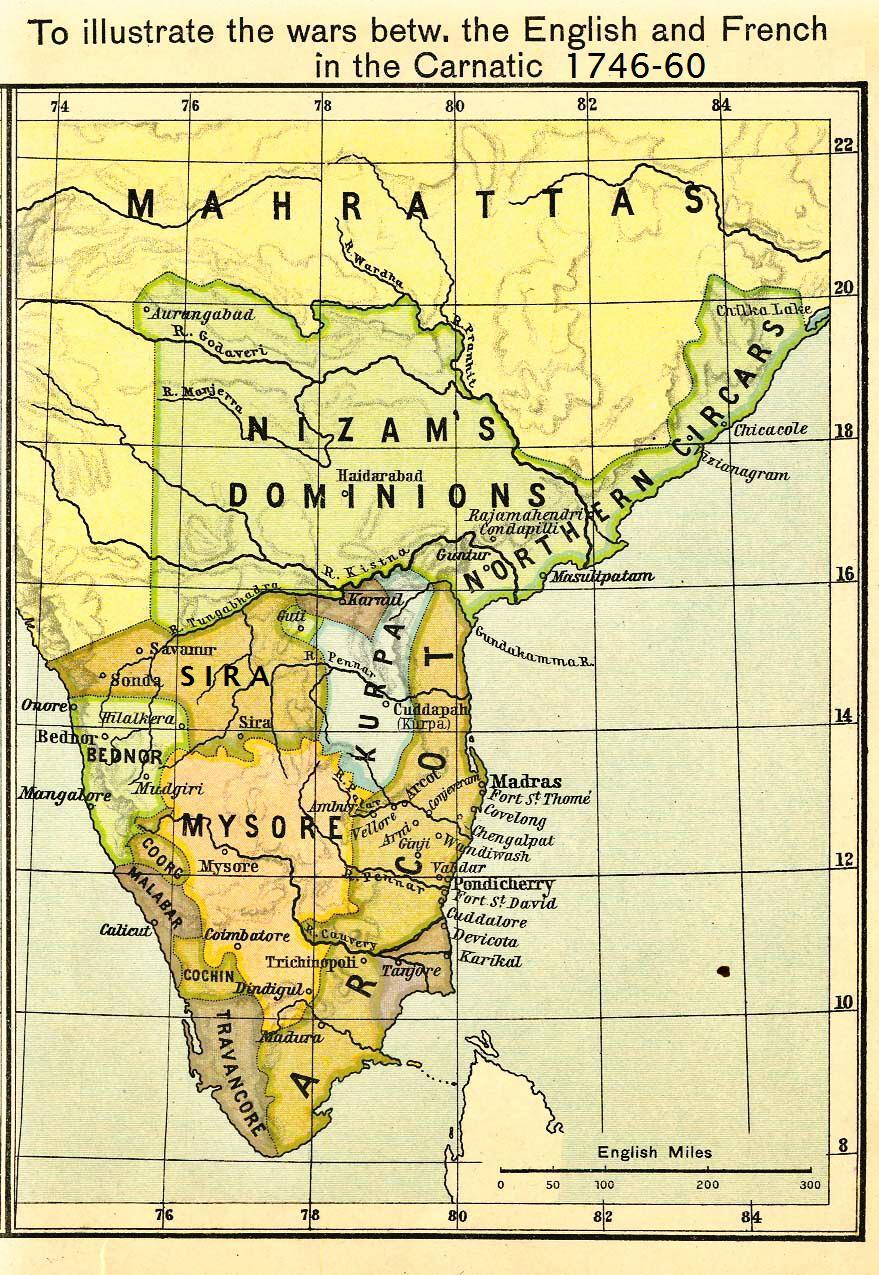
خريطة لمنطقة كارناتيك تحتوي على إقليم تانجور الذي يحكمه نواب كارناتيك ، شاندا صاحب.

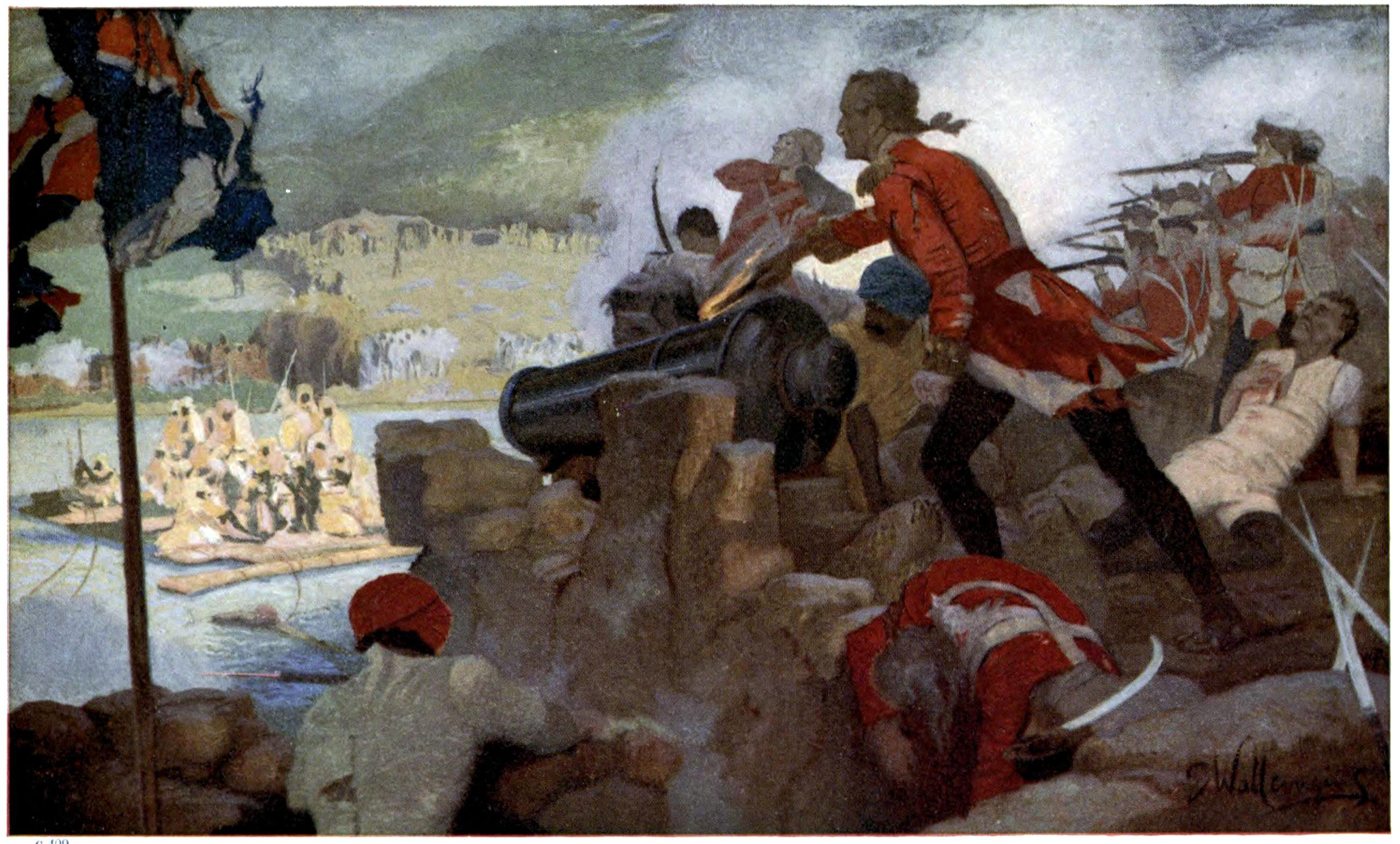
كلايف في حصار أركوت (1751)

## طالع أيضًا
- ناياكس مادوراي
- مارودا ناياكام
- حيدر علي
- روبرت كلايف
- منطقة كارناتيك
- نواب كارناتيك
- رضا صاحب

## المقالات الخارجية
- معلومات كاملة عن نواب أركوت
- راجع المقال المسمى " الاتصالات الأولية مع البريطانيين"